# Liga III
Liga III – od 1936 roku trzecia klasa rozgrywek ligowych w piłkę nożną w Rumunii, rozgrywana pod patronatem Rumuńskiego Związku Piłki Nożnej. Obecnie w rozgrywkach staruje 96 klubów, to jest 16 w sześciu grupach. Zespół, który na koniec sezonu zajmuje pierwsze miejsce awansuje bezpośrednio do Liga II. 6 ostatnich drużyn spada do Liga IV. Do sezonu 2006/07 występowała pod nazwą Divizia C. Od sezonu 2010/2011 liczba klubów została zmniejszona z 18 do 16 zespołów w grupie.